# 小泉村 (静岡県)
小泉村（こいずみむら）は、静岡県東部、駿東郡にあった村である。廃止直前の村域は、現在の裾野市南部、西地区の大半（大畑・桃園以外の区域）に相当する。1952年に泉村と合併して、裾野町になった。

## 地理
発足当時の村域は、西は黄瀬川左岸から、東は箱根山までを含んでいた。
泉村分立後は御殿場線がおおよその東の境界となった。

## 歴史
- 1571年（元亀2年）- 甲相同盟により武田氏（駿河側）と北条氏（伊豆側）の境界が定められた際に黄瀬川以東の一部が北条方に残ったため、その一帯が「伊豆」と称されるようになった[1]。
- 1889年（明治22年）4月1日 - 町村制施行に伴い、佐野村・水窪村・伊豆島田村・二ッ屋新田・石脇村・富沢村・茶畑村・平松新田・麦塚村・公文名村・久根村・稲荷村が合併して、小泉村成立。
- 1891年（明治24年）10月10日 - 東部の6大字（茶畑・平松・麦塚・久根・公文名・稲荷）が泉村として分立。
- 1952年（昭和27年）4月1日 - 泉村と合併し、裾野町の一部となる。

## 交通
- 御殿場線裾野駅 - 1915年（大正4年）までの名称は佐野駅であったが、所在地は平松だったため、泉村成立以降は村内に駅がない状態だった。